# Viljandi JK Tulevik
Viljandi JK Tulevik is een Estse voetbalclub uit Viljandi. De thuiswedstrijden worden gespeeld in het Viljani linnastaadion. De clubkleur is geel. 

## Geschiedenis
De club werd in 1912 opgericht als Viljandi FK en nam in 1991, na de Estse onafhankelijkheid de naam Viljandi JK aan. De huidige naam werd een jaar later aangenomen. De club fungeerde sindsdien als satellietclub van FC Flora Tallinn. In 2011 kwam deze samenwerking tot een einde. Tulevik ging zelfstandig verder en nam de licentie van FC Bresja in de II Liiga over. 
In Viljandi werd FC Viljandi opgericht dat de licentie in de Meistriliiga over nam. Tulevik ging op het vierde niveau spelen en promoveerde in twee seizoenen naar de Esiliiga. In 2016 won de club de Esiliiga en promoveerde naar de Meistriliiga. FC Viljandi was inmiddels opgehouden te bestaan. 
In de loop der jaren wist Tulevik zich terug te spelen op het hoogste niveau. Hoewel de club in 2021 sportieve handhaving wist te bewerkstelligen in de Meistriliiga, trok het zich vanwege financiële redenen terug uit de hoogste klasse. Het deed een stapje terug naar de Esiliiga. In het jaar dat volgde werd een 9e plaats behaald op het tweede niveau. Hierdoor degradeerde de club direct naar de Esiliiga B.

## Erelijst
- Beker van Estland

Finalist: 1999, 2000
- Esiliiga

2016

## Eindklasseringen vanaf 1992
| 13 |

| 12 |

| 8 |

| 1 |

| 6 |

| 7 |

| 5 |

| 5 |

| 2 |

| 4 |

| 5 |

| 5 |

| 5 |

| 6 |

| 5 |

| 9 |

| 7 |

| 8 |

| 6 |

| 7 |

| 4 |

| 2 |

| 8 |

| 5 |

| 10 |

| 1 |

| 9 |

| 7 |

| 7 |

| 6 |

| 8 |

| 9 |

| 6 |

| 9 |

| Meistriliiga | Esiliiga | Esiliiga B | II liiga |

De Esiliiga B startte in 2013. Daarvoor was de Liiga II het derde voetbalniveau in Estland.

## Tulevik in Europa
#VR = #voorronde, #R = #ronde, T/U = Thuis/Uit, W = Wedstrijd, PUC = punten UEFA coëfficiënten .
Uitslagen vanuit gezichtspunt Tulevik
| Seizoen | Competitie    | Ronde | Land                          | Club                 | Totaalscore | 1e W    | 2e W    | PUC |
| ------- | ------------- | ----- | ----------------------------- | -------------------- | ----------- | ------- | ------- | --- |
| 1998    | Intertoto Cup | 1R    | Vlag van Zwitserland          | FC St. Gallen        | 3-9         | 2-3 (U) | 1-6 (T) | 0.0 |
| 1999/00 | UEFA Cup      | VR    | Vlag van België               | Club Brugge          | 0-5         | 0-3 (T) | 0-2 (U) | 0.0 |
| 2000/01 | UEFA Cup      | VR    | Vlag van Servië en Montenegro | FK Napredak Kruševac | 2-6         | 1-5 (U) | 1-1 (T) | 0.5 |

Totaal aantal punten voor UEFA coëfficiënten: 0.5

## Bekende (oud-)spelers
- Viktor Alonen
- Urmas Kirs

- Dzintar Klavan
- Marek Lemsalu

- Rain Vessenberg
- Vjatšeslav Zahovaiko